# Eugene de Blaas
Eugene de Blaas, také uváděný Eugene von Blaas či Eugenio Blaas (24. července 1843, Albano Laziale u Říma – 10. února 1932, Benátky) byl italský malíř tvořící ve stylu akademismu.
Pocházel z rakouské rodiny, jeho otec a první učitel byl malíř Karl von Blaas (1815–1894) a bratr další malíř Julius von Blaas. Rodina se během malířova mládí přestěhovala do Benátek, kde Karl von Blaas získal místo profesora malby; na tomto místě ho později následoval i Eugene de Blaas.

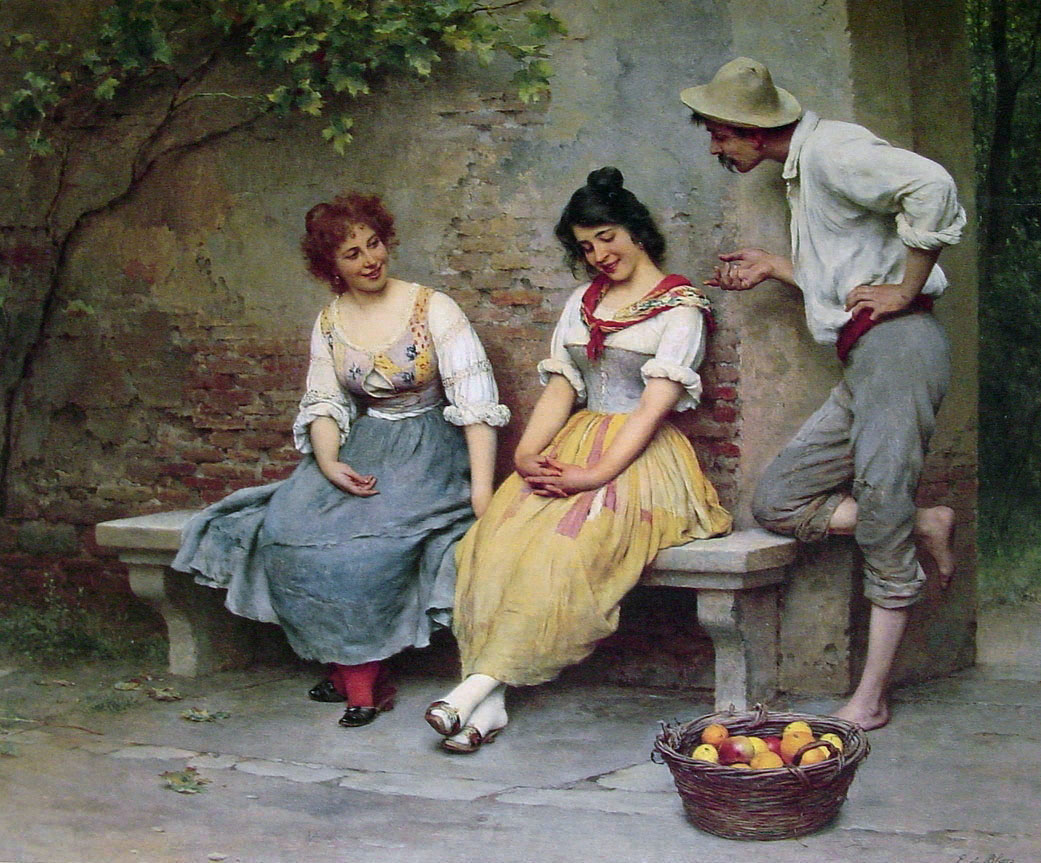
Eugene de Blaas: Flirt (1904)

Nejdůležitější částí malířského odkazu Eugena de Blaase jsou žánrové malby. Často své scény situoval do typicky benátského prostředí.